# Synchlora rubrifrontaria
Synchlora rubrifrontaria là một loài bướm đêm trong họ Geometridae.